# Im Ho
Im Ho (* um 1875; † um 1945) war der Name eines koreanischen Lehrers der Kampfart Taekgyeon. Im Ho bedeutet übersetzt „Waldtiger“.
Im Ho wohnte in Pirun-dong (필운동), einem Stadtteil in Jongno-gu, westlich des Gyeongbok Palastes in Seoul. Er hatte viele Taekgyeon-Schüler und unterrichtete auch Song Dok-ki, der später von herausragender Bedeutung für die Geschichte des Taekgyeon wurde. Im Alter von „zwölf Jahren“ begann seine Ausbildung bei Im Ho. Da diese Altersangabe der koreanischen Zählweise entspricht, muss es sich um das Jahr 1904 gehandelt haben. Nach westlicher Zählweise wurde Song Dok-ki in diesem Jahr elf, nach koreanischer Zählweise zwölf Jahre alt.
Song Dok-ki machte folgende Aussagen über Im Ho:
Er war ein Gelehrter (Seonbi) und gehörte somit der kleinen akademischen Schicht Joseons an. Er war akademisch hochgebildet und bekannt dafür, viel zu lernen.
Man zählte ihn zu den acht kräftigsten Leuten in Seoul. Die Knaben, die von ihm lernten, nannten ihn Seonsaeng (deutsch Lehrer oder Meister). Er war sehr kräftig und hatte insbesondere kräftige Arme, so dass sich seine Gegner kaum lösen konnten, wenn er sie einmal gegriffen hatte. Seine Taekgyeon-Technik war von großer Schnelligkeit. Er trainierte gerne im Wald und konnte sehr schnell rennen, „fast so schnell wie ein Tiger“. Er trainierte  zum einen seine Tritttechnik, indem er „gegen ein Weizenfeld“  trat. Zum zweiten trainierte er seine Sprungtechnik, indem er immer über eine Hauswand sprang. Bei einem Taekgyeon-Wettbewerb hat er alleine gegen mehrere Leute gekämpft. Dabei konnte man meinen, er sein „ein Blitz“, so schnell hat er seine Hände und Beine eingesetzt. Dennoch hatte er keinen richtigen eigenen Taekgyeon-Lehrer, sondern lernte von verschiedenen Leuten verschiedene Techniken und Tricks.
Seine Haltung war immer ganz gerade und aufrecht, er hat sich immer sehr formell angezogen und trug meist einen Durumagi-Mantel. Seinen Charakter beschrieb Song Dok-ki als sehr geradlinig und höflich. Seine Familie war recht arm, weswegen er bei der Familie seiner Frau leben musste. Trotzdem war er eine sehr stolze Person.